# Zeeheldenwijk (Baarn)
De Zeeheldenwijk is een woonwijk in het oosten van Baarn. De wijk wordt begrensd door de Bestevaerweg in het oosten, de Tromplaan, Willem Barentszlaan, Eemweg en de Heemskerklaan. De wijk bestaat uit de Van Almondelaan, Callenburglaan, Doormanlaan, Eemhoeve, Evertsenlaan, Floriszlaan, Heemskerklaan, Tromplaan, De Ruijterlaan, Van Wassenaerlaan, Piet Heinlaan, Stellingwerflaan, Tjerk Hiddeslaan, Van Kinsbergenlaan, Van Brakellaan, Banckertlaan, Willem Barentzlaan, Abel Tasmanlaan, Van Neslaan, Van Speyklaan, Stellingwerflaan, Kortenaerlaan, De Withlaan en Zoutmanlaan.
De wijk werd in de jaren zeventig en tachtig aangelegd op het terrein van villa Schoonoord. De Zeeheldenwijk bestaat overwegend uit aaneengebouwde woningen. Bij veel woningen zijn aan de voorkant erkers geplaatst. Aan de oostzijde, tussen de Bestevaerweg en August Janssenweg, staan veertien twee-onder-één-kapwoningen en twee vrijstaande woningen toegevoegd. De woningen aan de Van Kinsbergenlaan hebben garageblokken, die tegen de zijkanten van de bouwblokken gebouwd zijn.
Amaliapark ·
Centrum ·
Componistenwijk ·
Eemdal ·
Noordschil ·
Oosterhei ·
Pekingtuin ·
Prins Hendrikpark ·
Professorenwijk ·
Rode Dorp ·
Schilderswijk ·
Schoonoordpark ·
Staatsliedenwijk ·
Transvaalwijk ·
Tuindorp ·
Wilhelminapark ·
Zandvoort ·
Zeeheldenwijk